# Augusto Roa Bastos
Augusto Roa Bastos (Assunção, 13 de junho de 1917 – 26 de abril de 2005) foi um escritor paraguaio, conhecido nas áreas do ensaio, do roteiro, da poesia e do romance.

## Biografia
Augusto nasceu na capital paraguaia em 1917, mas aos 2 anos, a família se mudou para a vila rural indígena de Iturbe, que é retratada em seus livros como Itapé, onde seu pai, Lucio Roa, bastante autoritário e que castigava qualquer travessura com severidade, comandava uma refinaria de açúcar. O gosto pela literatura veio da mãe, Lucía Bastos Filisbert, que o fazia ler a Bíblia e as obras de Shakespeare, além de tê-lo iniciado na arte da narração ao contar-lhe lendas paraguaias no idioma guarani.
A família retornaria à capital quando Augusto tinha 8 anos, onde estudou no aristocrático Colégio São José, mediante uma bolsa obtida pelo sacerdote Hermenegildo Roa, seu tio. Com permissão e auxílio do tio, Augusto conhece o pensamento de dois autores proibidos na comarca, Rousseau e Voltaire. É assim que, desde jovem, Augusto reflete sobre a força das ideias subversivas e se interessa também pela literatura francesa de inspiração iluminista. Aos 14 anos, escreveu seu primeiro conto, "Lucha hasta el alba", em 1931
Aos 15 anos, Augusto abandonou os estudos para servir na Guerra do Chaco entre a Bolívia e o Paraguai, ocasionada pelo controle da zona desértica do Chaco, como enfermeiro. Com o fim do conflito de três anos, iniciou sua carreira no jornal paraguaio El País, como aprendiz de jornalista, onde chegou a chefe de redação e correspondente em Londres, após a Segunda Guerra Mundial. Paralelamente, começou a escrever poemas e publicou em 1941 seu primeiro livro, "Fulgencio Miranda". Augusto era um leitor assíduo de autores como Rainer Maria Rilke, Jean Cocteau e William Faulkner.

## Carreira
O impacto da censura oficial do Estado começa a cair sobre a redação do El País, onde Augusto era secretário desde 1942. Mesmo assim, ele conseguia driblar a vigilância e publicava artigos em defesa da democracia e da liberdade. Como locutor da Rádio Teleco, em audições diárias que informavam sobre o andamento da guerra mundial, lança uma campanha em favor da causa aliada, desafiando a ditadura. Sem descuidar a carreira literária, publicou, em 1942, a sua primeira coleção de poemas, El ruiseñor de la aurora. Por volta desta época, começa a frequentar o grupo "Vy'a raity", cujos membros são os iniciadores da modernidade cultural paraguaia.
Augusto entra para a lista de inimigos do estado paraguaio em 1943, quando o general Higinio Morínigo frauda e vence as eleições naquele ano. Por razões diplomáticas, o presidente é convidado para a inauguração de uma grande exposição de livros argentinos, na qual o encarregado do discurso de abertura é Augusto Roa Bastos. Augusto não apenas não menciona o presente convidado como também lhe dá as costas durante o discurso, causando insatisfação entre os militares.
Com uma bolsa da British Broadcasting Company, Augusto viaja para a Inglaterra no mesmo ano, conseguindo escapar da iminente prisão. Em Londres, estuda organização jornalística e radial; fala pela BBC; dá palestras sobre temas culturais paraguaios e latino-americanos; visita centros universitários, como Oxford e Cambridge; e trabalha como correspondente de El País, cobrindo os sucessos em torno da guerra. A convite de André Malraux, vai a Paris, onde fala pela Radiodifusão Francesa, sendo o primeiro jornalista da América Latina a entrevistar Charles de Gaulle. Percorre vários países europeus, onde vê em primeira mão a destruição causada pela Segunda Guerra.
Retornou ao Paraguai após um ano, onde retoma seu cargo no El País, publicando suas impressões das viagens em um folheto chamado La Inglaterra que yo vi, em 1946. Em seguida, estreia a peça Mientras llega el día, em co-autoria com Fernando Oca del Valle, sobre a sinistra realidade dos campos de concentração nazistas. A peça causa novo mal estar entre os militares. A fim de fugir da prisão e da possível tortura, Augusto é obrigado a deixar o país em 1947, rumo a Buenos Aires.

## Buenos Aires
Seus primeiros anos na capital argentina foram bastante difíceis. Teve problemas para poder se sustentar, além de sentir falta da família e dos amigos. É obrigado a ter dois empregos, exercendo várias atividades como ambulante, carteiro, recepcionista de hotel de encontros; corretor de seguros; revisor e redator no jornal Diario Clarín. Seu emprego no porão de uma editora de músicas, na qual cuidava da correspondência das fãs de cantores e compositores, além de traduzir músicas, foi fundamental para sua carreira, pois foi quando começou a escrever El trueno entre las hojas, coletânea de contos publicado em 1953.
No Paraguai, um golpe de estado encabeçado pelo general Alfredo Stroessner derruba o presidente colorado Federico Chávez, em 1954. Augusto acompanha a situação em seu país por meio de cartas enviadas por amigos e familiares. Decide então participar de várias ações clandestinas pela causa liberadora, como recolher contribuições financeiras dos exilados para ajudar os movimentos guerrilheiros. Retoma a literatura com o romance Hijo de Hombre, que recebe o primeiro prêmio em concurso internacional da Editorial Losada, em 1959.
Hijo de Hombre é publicado em 1960, junto com a sua segunda coleção de poemas, El naranjal ardiente. A partir de então, começa a ministrar cursos e conferências sobre literatura em diversas universidades. Augusto continua a abordar temas políticos e de forta crítica social em suas obras, onde contesta as versões oficiais da história paraguaia. Neste período, publicou quatro coletâneas de contos: El baldío, em 1966; Madera quemada, em 1967; Moriencia, em 1969; e Cuerpo presente, em 1971. Lançou também poemas em espanhol e guarani, El génesis de los apapokuva-guaraní, e começou a coordenar oficinas literárias em universidades.
Empolgado com o filme baseado em Hijo de Hombre, Augusto passa a estudar os mestres russos, alemães e anglo-saxões na arte de confeccionar um roteiro. Iniciou a carreira de roteirista junto do cineasta argentino Armando Bó na adaptação cinematográfica de El trueno entre las hojas. Depois, trabalharia para o cineasta concorrente, o mexicano Jaime Kogan. Neste mesma época, ganha a cátedra sobre roteiros na Universidade Nacional de La Plata.
Em 1974, é publicado o romance Yo el Supremo, baseada na vida do polêmico ditador José Gaspar Rodríguez de Francia, que governou o Paraguai de 1814 a 1840. É considerado pela imprensa e pela crítica latino-americanas um dos acontecimentos literários mais importantes de 1974. A ditadura argentina que tinha acabado de chegar ao poder, coloca o livro na lista de livros proibidos e determina a prisão de Augusto por subversão, em 1976, em parceria com a polícia secreta de Stroessner.
Augusto consegue escapar dos militares argentinos graças ao convite para trabalhar como professor associado da Universidade Toulouse - Jean Jaurès, onde dá aulas de literatura latino-americana; língua, cultura e civilização guarani. Devido ao grande prestígio internacional de Augusto, Stroessner inicialmente não impõe medidas restritivas contra Yo el Supremo e tolera que a crítica e os meios de comunicação paraguaios se ocupem profusamente da obra. Foi apenas alguns anos depois que os promotores culturais do regime interditam toda a obra de Augusto em colégios e universidades públicos e desestimulam a sua comercialização.
O segundo exílio abalou Augusto progundamente.
| “ | Mesmo os cães sentem-se mal quando são expulsos de algum lugar. Imagine o que é isso para um homem. | ” |

A tristeza do segundo exílio não o impede de colaborar para uma publicação italiana com o texto Cándido López, em 1976. Em mais dois anos de atividade criativa intensa em território francês, ele compila diversos artigos sobre a lamentável realidade dos povos indígenas em Las culturas condenadas. Posteriormente, apresenta mais contos infantis, Los juegos de Carolina y Gaspar, em dois volumes; o primeiro em 1979, e o segundo em 1981. Aparecem Lucha hasta el alba, um relato de sua adolescência, em 1979, e Antología Personal, em 1980.
Em uma visita ao Paraguai, em 1982, os militares cassam o passaporte de Augusto, retiram-lhe a nacionalidade paraguaia e expulsam-no para fora do país por suas ideias consideradas subversivas. Tal fato causa comoção em vários países, e se condenam publicamente os absurdos e as tragédias da ditadura de Stroessner, que é finalmente deposto em 1989.
Augustou ficou sem pátria até 1983, quando a Espanha lhe concedeu a cidadania. Voltaria a escrever poemas com o título Silenciario, para a revista literária de Madri. Ao se aposentar, é nomeado Doctor Honoris Causa pela Universidade de Toulouse. Depois da sua expulsão de seu país, Augusto se envolve mais diretamente e de forma mais intensa em campanhas de denúncia contra os abusos de Alfredo Stroessner, organizando diversas jornadas pela democracia paraguaia a partir de 1984.
Na segunda metade dos anos 1980, Augusto recebe muitas distinções, como a nacionalidade francesa e a nomeação de Oficial da Ordem das Artes e das Letras, em 1985; o prêmio da Fundação Pablo Iglesias, em 1986; o prêmio Memorial Latino-americano de São Paulo, em 1989; e, no mesmo ano, o Prêmio Miguel de Cervantes. Sua obra foi traduzida para cerca de 25 idiomas.

## Morte
Augusto morreu em 26 de abril de 2005, aos 87 anos, em um hospital de Assunção. Na sexta-feira, 22 de abril de 2005, ele sofrera uma queda em sua casa e bateu com a cabeça. A cirurgia após a queda evoluiu para complicações cardíacas, levando a um infarto. Augusto já tinha feito um tratamento cardíaco em Cuba, em 2003, ocasião em que recebeu Fidel Castro em sua casa, durante sua última viagem ao Paraguai.

## Obras
- La carcajada (teatro) (1930)
- Fulgencio Miranda (novela) (1937)
- La residenta; El niño del rocío (teatro) (1942)
- El ruiseñor de la aurora y otros poemas (poesia) (1942)
- Mientras llegue el día (peça de teatro estreada em 1946)
- La Inglaterra que yo vi (artigos de opinião) (1946)
- O trovão entre as folhas - no original El trueno entre las hojas (1953)
- El naranjal ardiente (Nocturno paraguayo) (poesia) (1960)
- Filho de homem - no original Hijo de hombre (1960)
- El baldío (1966)
- Los pies sobre el agua (1967)
- Madera quemada (1967)
- Moriencia (1969)
- Cuerpo presente y otros cuentos (1971)
- Yo el Supremo (1974)
- Antología personal (1980)
- Contar un cuento y otros relatos (1984)
- Vigilia del Almirante (1992), sobre a vida de Cristóvão Colombo
- El fiscal (1993)
- Contravida (1994)
- Madama Sui (1996)